# Matucana aureiflora
Matucana aureiflora är en kaktusväxtart som beskrevs av Friedrich Ritter. Matucana aureiflora ingår i släktet Matucana och familjen kaktusväxter. Inga underarter finns listade i Catalogue of Life.

## Bildgalleri

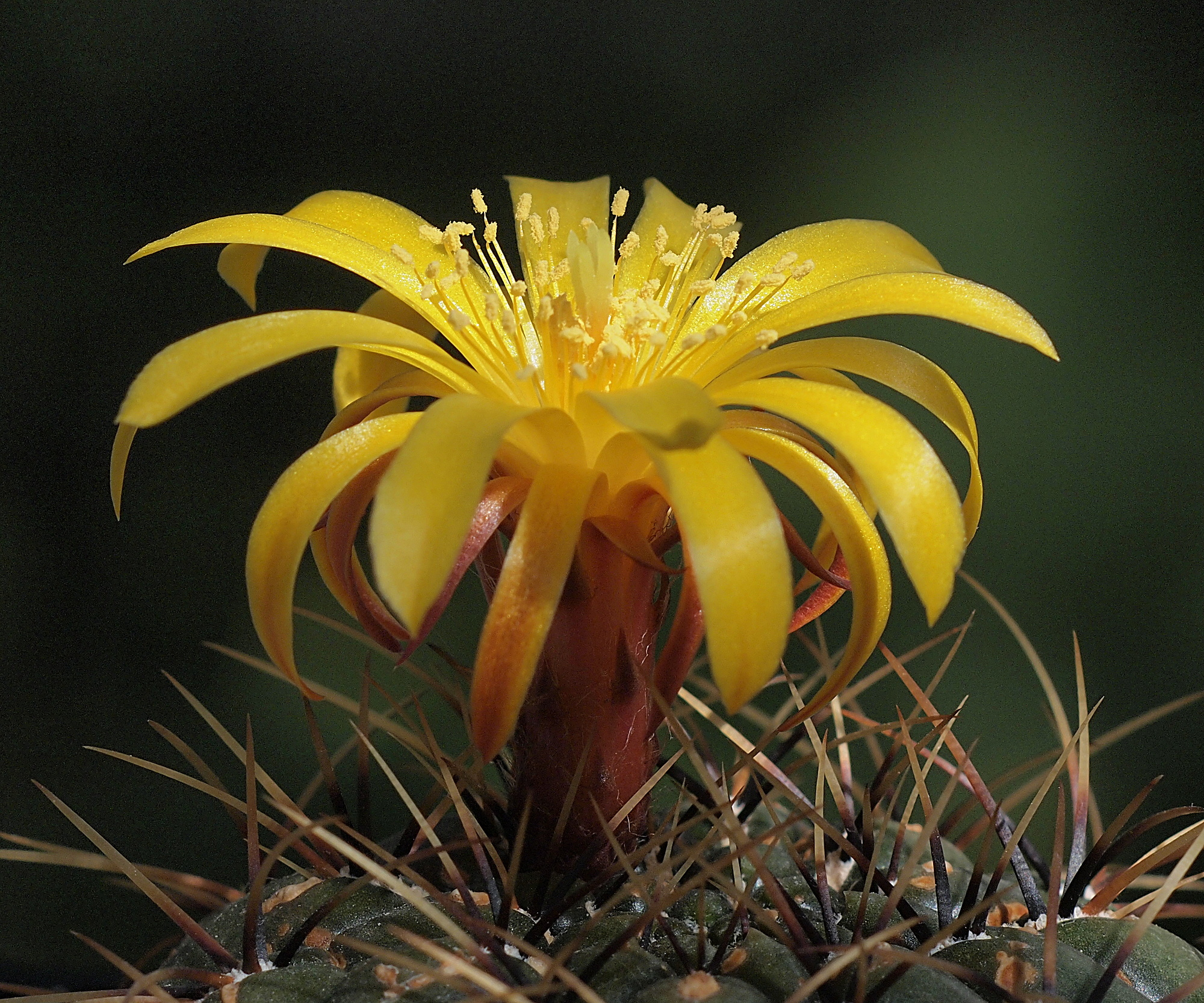
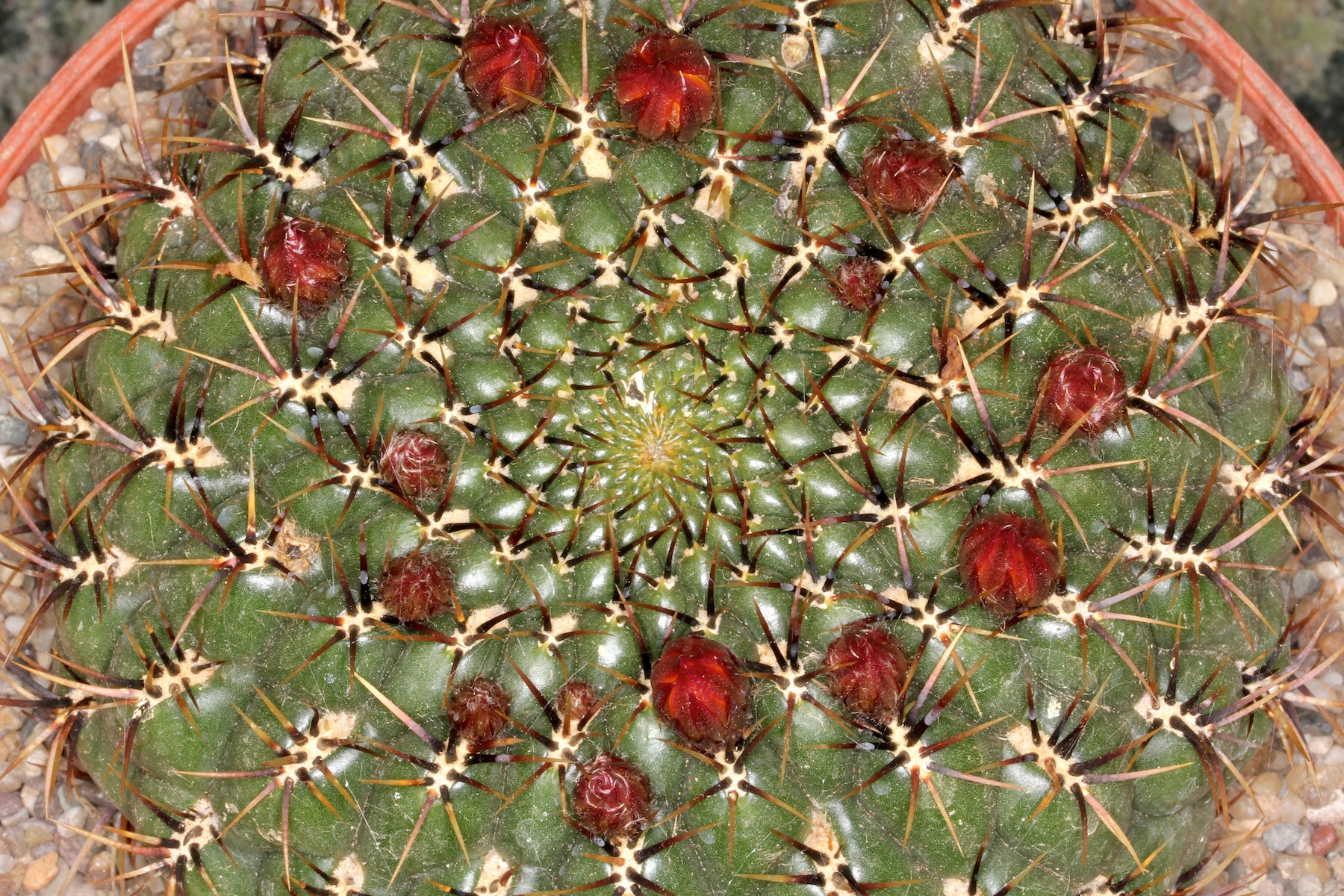
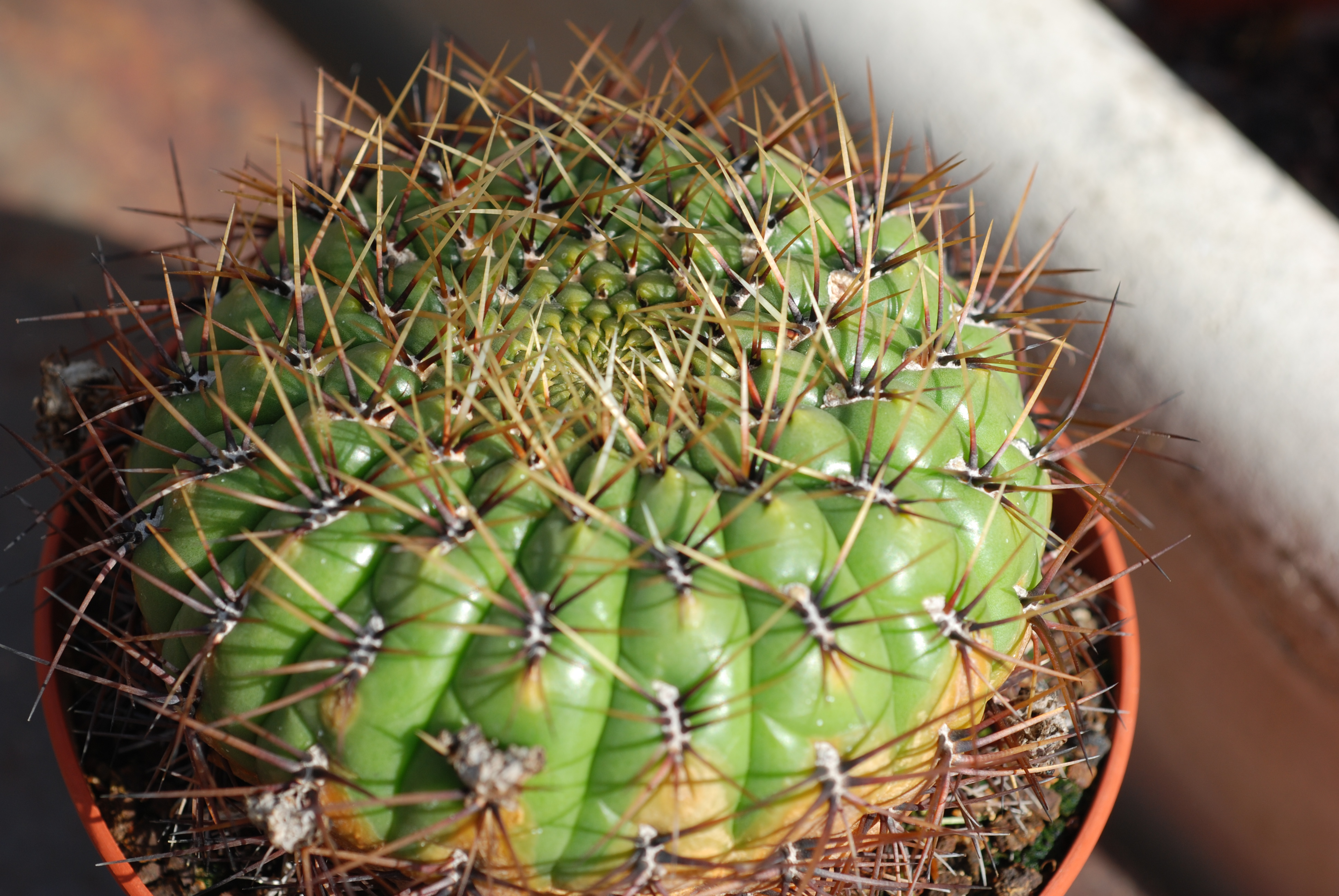
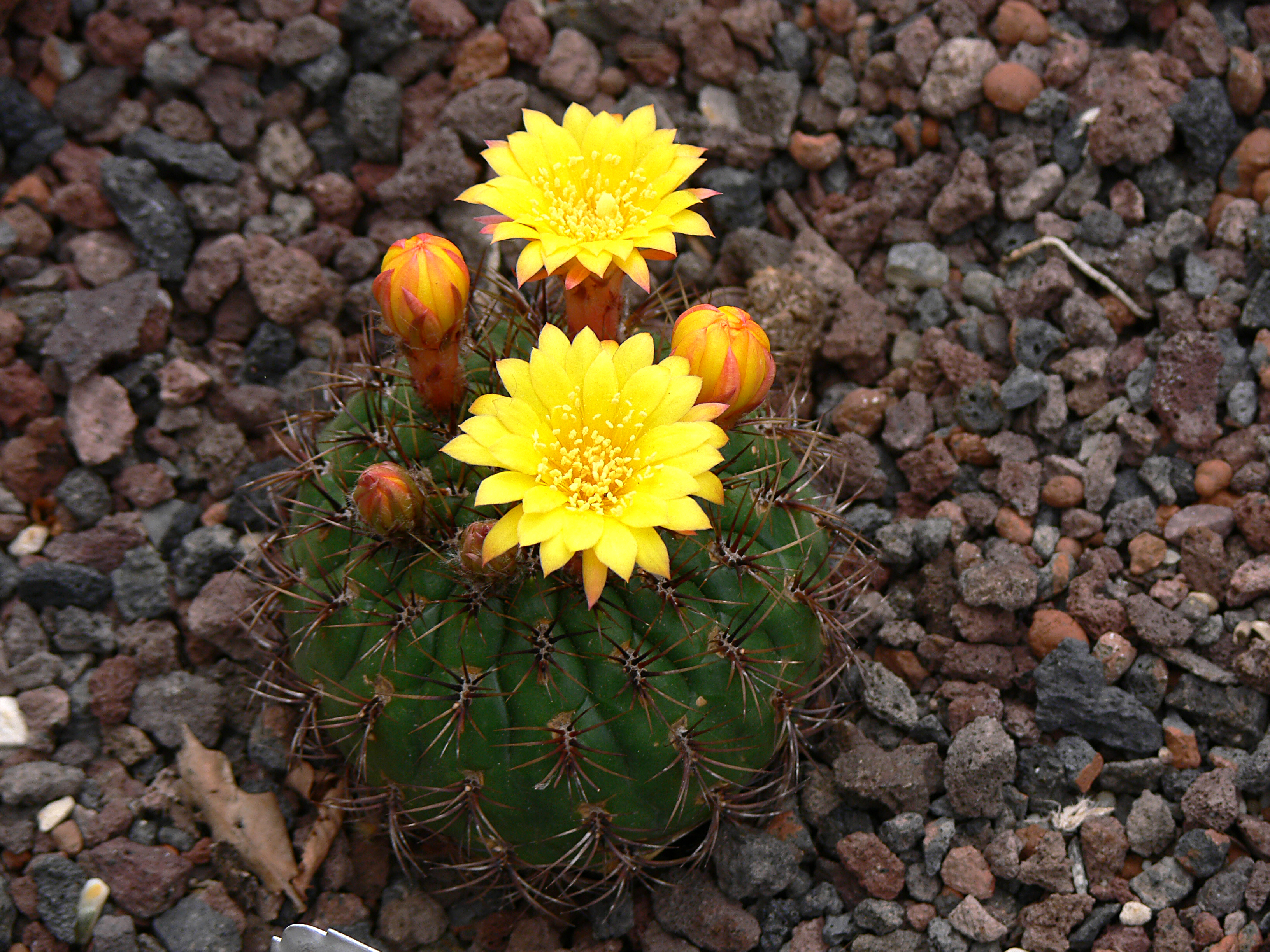
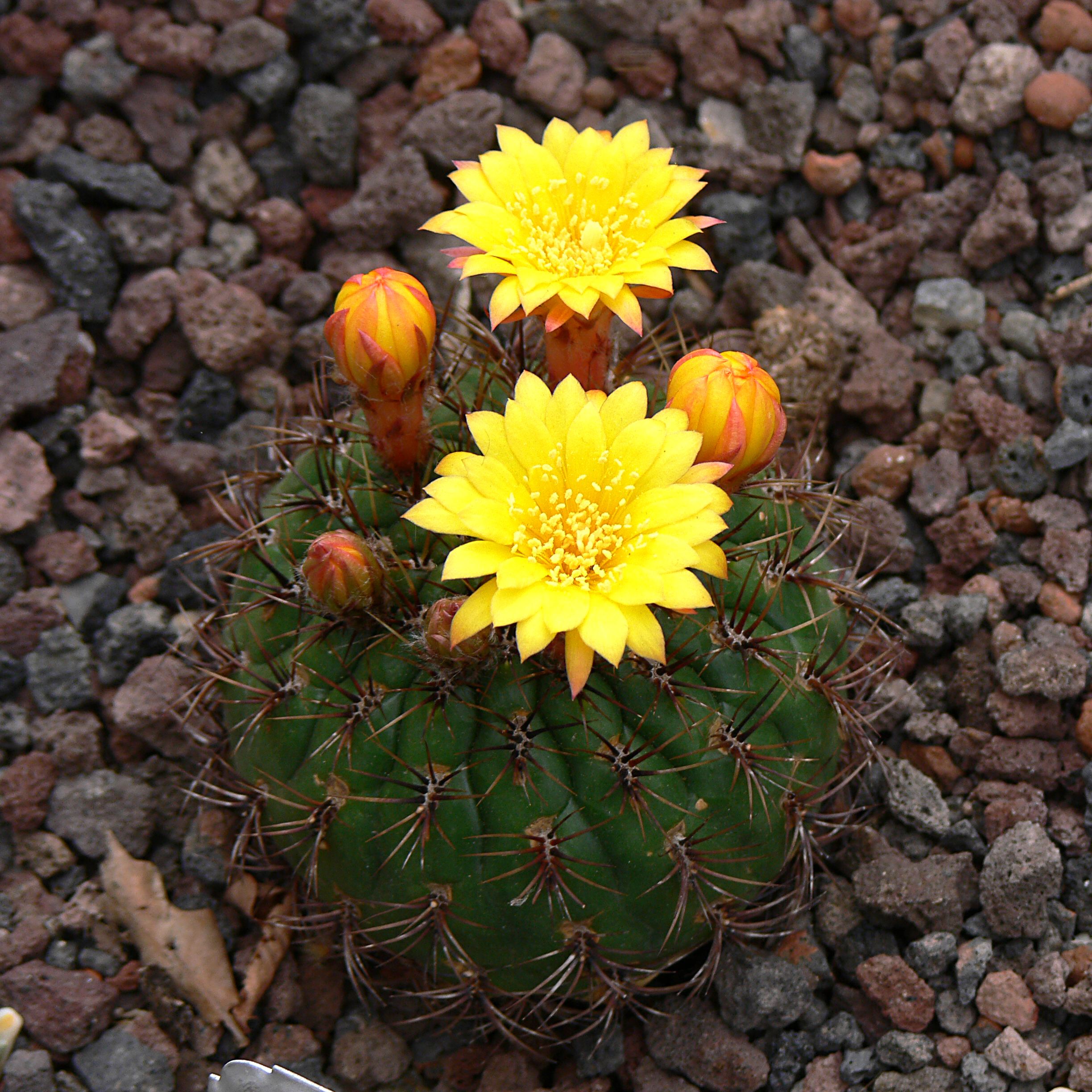